# Hugh Grosvenor, I duca di Westminster
Hugh Lupus Grosvenor, I duca di Westminster (13 ottobre 1825 – 22 dicembre 1899), è stato un nobile e politico inglese.

## Biografia
Era il figlio di Richard Grosvenor, II marchese di Westminster, e di sua moglie, Lady Elizabeth Leveson-Gower, figlia più giovane di George Leveson-Gower, I duca di Sutherland. Studiò a Eton College e, fino al 1847, al Balliol College di Oxford.

## Carriera
Nel 1847 lasciò il college, senza laurearsi, per diventare deputato per Chester, carica che mantenne fino al 1869, quando succedette al padre ed è entrato nella Camera dei lord. Nel 1851 viaggiò in India e in Ceylon. Il suo discorso inaugurale alla Camera dei comuni fu pronunciato nel 1851 in un dibattito sui disordini a Ceylon, poco dopo il suo tour del paese. Per il resto si interessò poco alla politica fino al 1866, quando espresse la sua opposizione al Reform Bill di Gladstone. Ciò ebbe un ruolo nelle dimissioni di Gladstone, nell'elezione del governo conservatore del Derby e nel Second Reform Act. Il rapporto tra Grosvenor e Gladstone in seguito migliorò e in occasione delle dimissioni di Gladstone nel 1874, Grosvenor fu creato duca di Westminster. Quando Gladstone divenne nuovamente Primo Ministro nel 1880, nominò Grosvenor Master of the Horse, una posizione adeguata ai suoi interessi nelle corse di cavalli ma "non un incarico attivamente politico". Negli anni '80 dell'Ottocento Grosvenor era di nuovo in disaccordo con Gladstone, questa volta sull'Home Rule for Ireland. Durante questa disputa, Grosvenor vendette il suo ritratto di Gladstone che era stato dipinto da Millais. Dieci anni dopo si riconciliarono di nuovo quando entrambi si opposero alle atrocità dei turchi contro gli armeni. Quando Gladstone morì nel 1898, Grosvenor presiedette un comitato commemorativo nazionale che gli commissionò statue e ricostruì la biblioteca di Gladstone's St Deiniol a Hawarden.
Nel 1860 Grosvenor formò i Queen's Westminster Rifle Volunteers e ne divenne tenente colonnello e colonnello onorario nel 1881. Ha guidato il Cheshire Yeomanry come colonnello comandante dal 1869. Ha anche sostenuto enti di beneficenza; fu presidente di cinque ospedali londinesi, della Royal Society for the Prevention of Cruelty to Animals, della Metropolitan Drinking Fountain and Cattle Trough Association, della Gardeners' Royal Beneficent Association, della Hampstead Heath Protection Society, della Early Closing Association, il Comitato Unito per la demoralizzazione delle razze native da parte del traffico di liquori e della Royal Agricultural Society. Fu membro del Consiglio per la Promozione della Cremazione; a quel tempo la cremazione era impopolare presso la Chiesa. Grosvenor era presidente del Queen's Jubilee Nursing Fund, un'organizzazione che forniva infermieri distrettuali ai poveri malati, attraverso la quale divenne associato a Florence Nightingale. Nel 1883 fu nominato Lord luogotenente del Cheshire, e quando nel 1888 fu creato il London County Council, divenne il primo Lord Luogotenente della Contea di Londra.

## Matrimoni

### Primo Matrimonio
Sposò, il 28 aprile 1852, Lady Constance Gertrude Leveson-Gower (1834–1880), figlia di George Sutherland-Leveson-Gower, II duca di Sutherland, e di sua moglie, Lady Harriet Elizabeth Georgiana Howard. Ebbero undici figli ma solamente sette raggiunsero l'età adulta:
- Victor Grosvenor, conte di Grosvenor (28 aprile 1853-22 gennaio 1884), sposò Lady Sibell Maria Lumley, ebbero tre figli;
- Lady Elizabeth Harriet (11 ottobre 1856-25 marzo 1928), sposò James Butler, III marchese di Ormonde, ebbero due figlie;
- Lady Constance Beatrice (14 novembre 1858-12 gennaio 1911), sposò Charles Cavendish, III barone Chesham, ebbero quattro figli;
- Lord Arthur Hugh (31 maggio 1860-29 aprile 1929), sposò Helen Sheffield, ebbero tre figli;
- Lord Henry George (23 giugno 1861-27 dicembre 1914), sposò, in prime nozze, Dora Mina Erskine-Wemyss ed ebbero tre figli, e in seconde nozze, Rosamund Angharad, non ebbero figli;
- Lord Robert Edward (19 marzo 1869-16 giugno 1888);
- Margaret Evelyn (9 aprile 1873-27 marzo 1929), sposò Adolphus Cambridge, I marchese di Cambridge, ebbero quattro figli;
- Lord Gerald Richard (14 luglio 1874-10 ottobre 1940).

Il matrimonio si è tenuto nella Cappella Reale di St. James' Palace, a Londra, alla presenza della regina Vittoria e del principe Alberto. La regina è stata la madrina del primo figlio della coppia. Nel 1880 Lady Constance morì per la malattia di Bright.

### Secondo Matrimonio
Sposò, il 19 luglio 1882, Lady Katherine Caroline Cavendish (1857–1941), figlia di George Cavendish, II barone Chesham, e di sua moglie, Henrietta Frances Lascelles. Ebbero quattro figli:
- Lady Mary Cavendish (12 maggio 1883-14 gennaio 1959), sposò in prime nozze Henry Crichton, visconte Crichton, ebbero tre figli, e in seconde nozze, Algernon Francis Stanley, ebbero due figli;
- Lord Hugh William (6 aprile 1884-30 ottobre 1914), sposò Lady Mabel Crichton, ebbero due figli;
- Lady Helen Frances (5 febbraio 1888-21 ottobre 1970), sposò Lord Henry Seymour, ebbero due figli;
- Lord Edward Arthur (27 ottobre 1892-26 agosto 1929), sposò Lady Dorothy Margaret Browne, ebbero due figlie.

## Morte

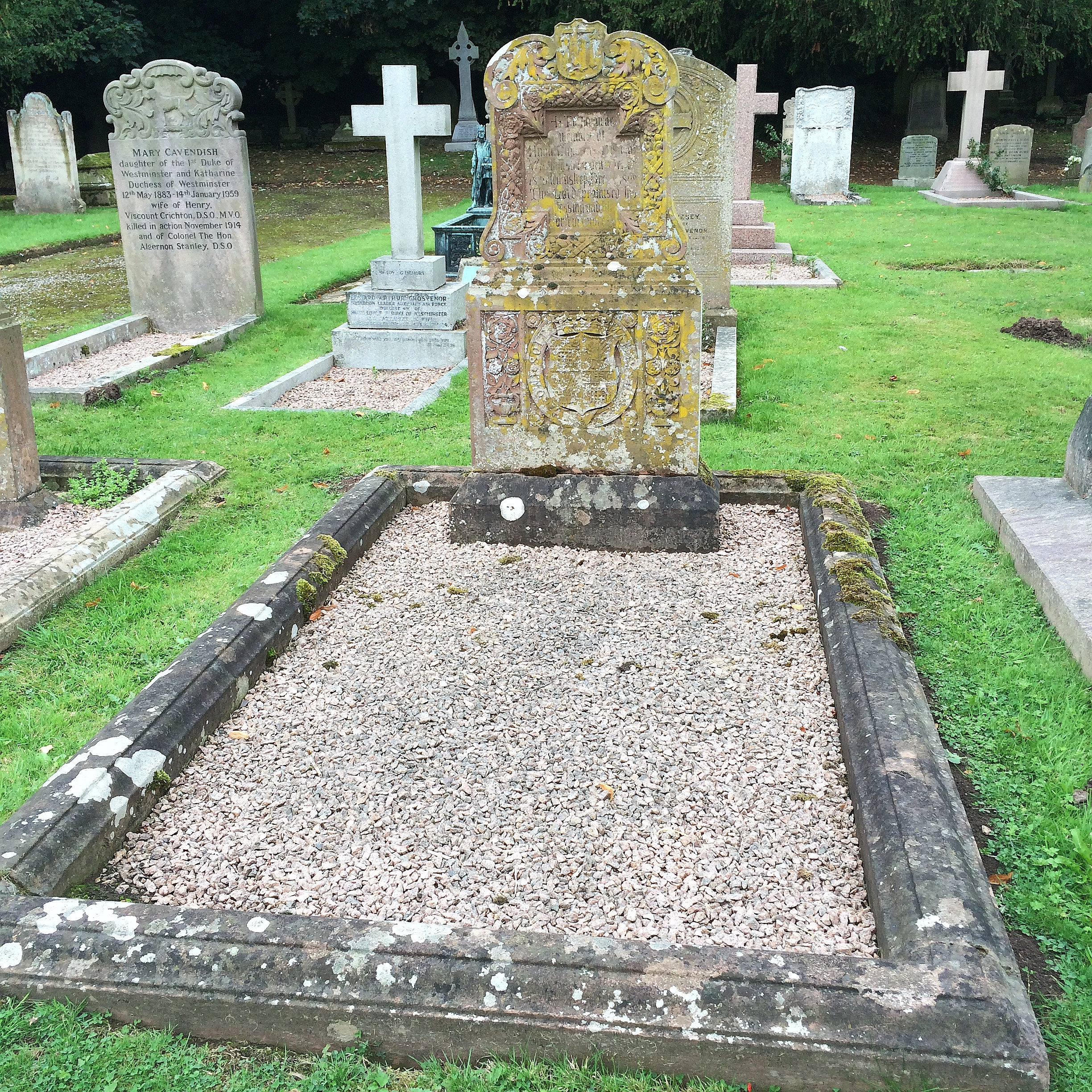
Tomba di Hugh Grosvenor, I duca di Westminster

Morì il 22 dicembre 1899 a causa di una bronchite. Fu cremato a Woking Crematorium e sepolto a St Mary's Church, Eccleston.
Alla sua morte era "reputato l'uomo più ricco della Gran Bretagna"; il suo patrimonio ai fini della successione era di £ 594.229 (equivalenti a £ 68,4 milioni nel 2020), e il suo patrimonio immobiliare era valutato a circa £ 6.000.000 (equivalenti a £ 690,5 milioni nel 2020),
Il principale interesse di Grosvenor erano le corse di cavalli. Nel 1875 fondò una scuderia a Eaton, impiegando infine 30 stallieri e ragazzi, con due o tre stalloni e circa 20 fattrici da riproduzione. Lo considerava non tanto come una stravaganza, quanto piuttosto come un dovere aristocratico. Non ha mai giocato d'azzardo o scommesso su nessuno dei suoi cavalli. Nel 1880, uno dei suoi cavalli, Bend Or, cavalcato da Fred Archer  vinse l'Epsom Derby, e ottenne più successi nel derby nel 1882, 1886 e 1899. Grosvenor si interessò alle attività di campagna di caccia e caccia ai cervi, sia nelle Highlands scozzesi che nella sua tenuta nel Cheshire e aggiunti alla collezione d'arte della famiglia. Grosvenor era astemio e sostenitore della temperanza. Nella sua tenuta di Mayfair ha ridotto il numero di pub e birrerie da 47 a otto.

## Ascendenza
|                                                  |                                                 |                                               | Genitori                                     |  |  | Nonni |  |  | Bisnonni                             |  |  | Trisnonni                      |  |
|                                                  |                                                 |                                               |                                              |  |  |       |  |  | Richard Grosvenor, I conte Grosvenor |  |  | Robert Grosvenor, VI baronetto |  |
|                                                  |                                                 |                                               |                                              |  |  |       |  |  | Richard Grosvenor, I conte Grosvenor |  |  | Robert Grosvenor, VI baronetto |  |
|                                                  |                                                 | Jane Warre                                    |                                              |  |  |       |  |  | Richard Grosvenor, I conte Grosvenor |  |  |                                |  |
| Robert Grosvenor, I marchese di Westminster      |                                                 |                                               |                                              |  |  |       |  |  | Richard Grosvenor, I conte Grosvenor |  |  |                                |  |
|                                                  |                                                 | Henrietta Vernon                              | Henry Vernon                                 |  |  |       |  |  |                                      |  |  |                                |  |
|                                                  |                                                 | Henrietta Vernon                              | Henry Vernon                                 |  |  |       |  |  |                                      |  |  |                                |  |
|                                                  |                                                 | Henrietta Vernon                              | Henrietta Wentworth                          |  |  |       |  |  |                                      |  |  |                                |  |
| Richard Grosvenor, II marchese di Westminster    |                                                 | Henrietta Vernon                              |                                              |  |  |       |  |  |                                      |  |  |                                |  |
|                                                  |                                                 | Thomas Egerton, I conte di Wilton             | Thomas Egerton                               |  |  |       |  |  |                                      |  |  |                                |  |
|                                                  |                                                 | Thomas Egerton, I conte di Wilton             | Thomas Egerton                               |  |  |       |  |  |                                      |  |  |                                |  |
|                                                  |                                                 | Thomas Egerton, I conte di Wilton             | Catherine Copley                             |  |  |       |  |  |                                      |  |  |                                |  |
| Eleanor Egerton                                  |                                                 | Thomas Egerton, I conte di Wilton             |                                              |  |  |       |  |  |                                      |  |  |                                |  |
|                                                  |                                                 | Eleanor Assheton                              | Ralph Assheton, III baronetto                |  |  |       |  |  |                                      |  |  |                                |  |
|                                                  |                                                 | Eleanor Assheton                              | Ralph Assheton, III baronetto                |  |  |       |  |  |                                      |  |  |                                |  |
|                                                  |                                                 | Eleanor Assheton                              | Eleanor Copley                               |  |  |       |  |  |                                      |  |  |                                |  |
| Hugh Grosvenor, I duca di Westminster            |                                                 | Eleanor Assheton                              |                                              |  |  |       |  |  |                                      |  |  |                                |  |
|                                                  | Granville Leveson-Gower, I marchese di Stafford | John Leveson-Gower, I conte Gower             |                                              |  |  |       |  |  |                                      |  |  |                                |  |
|                                                  | Granville Leveson-Gower, I marchese di Stafford | John Leveson-Gower, I conte Gower             |                                              |  |  |       |  |  |                                      |  |  |                                |  |
|                                                  | Granville Leveson-Gower, I marchese di Stafford | Evelyn Pierrepont                             |                                              |  |  |       |  |  |                                      |  |  |                                |  |
| George Leveson-Gower, I duca di Sutherland       | Granville Leveson-Gower, I marchese di Stafford |                                               |                                              |  |  |       |  |  |                                      |  |  |                                |  |
|                                                  |                                                 | Louisa Egerton                                | Scroop Egerton, I duca di Bridgewater        |  |  |       |  |  |                                      |  |  |                                |  |
|                                                  |                                                 | Louisa Egerton                                | Scroop Egerton, I duca di Bridgewater        |  |  |       |  |  |                                      |  |  |                                |  |
|                                                  |                                                 | Louisa Egerton                                | Rachael Russell                              |  |  |       |  |  |                                      |  |  |                                |  |
| Elizabeth Leveson-Gower                          |                                                 | Louisa Egerton                                |                                              |  |  |       |  |  |                                      |  |  |                                |  |
|                                                  |                                                 | William Sutherland, XVIII conte di Sutherland | William Sutherland, XVII conte di Sutherland |  |  |       |  |  |                                      |  |  |                                |  |
|                                                  |                                                 | William Sutherland, XVIII conte di Sutherland | William Sutherland, XVII conte di Sutherland |  |  |       |  |  |                                      |  |  |                                |  |
|                                                  |                                                 | William Sutherland, XVIII conte di Sutherland | Elizabeth Wemyss                             |  |  |       |  |  |                                      |  |  |                                |  |
| Elizabeth Sutherland, XIX contessa di Sutherland |                                                 | William Sutherland, XVIII conte di Sutherland |                                              |  |  |       |  |  |                                      |  |  |                                |  |
|                                                  |                                                 | Mary Maxwell                                  | William Maxwell                              |  |  |       |  |  |                                      |  |  |                                |  |
|                                                  |                                                 | Mary Maxwell                                  | William Maxwell                              |  |  |       |  |  |                                      |  |  |                                |  |
|                                                  |                                                 | Mary Maxwell                                  | Elizabeth Hairstanes                         |  |  |       |  |  |                                      |  |  |                                |  |
|                                                  |                                                 | Mary Maxwell                                  |                                              |  |  |       |  |  |                                      |  |  |                                |  |